# Bövinghausen (Dortmund)
Bövinghausen, Dortmund-Bövinghausen – dzielnica miasta Dortmund w Niemczech, w kraju związkowym Nadrenia Północna-Westfalia, w okręgu administracyjnym Lütgendortmund.